# Shin Koyamada
Shin Koyamada (小山田 真 Koyamada Shin), född 10 mars 1982 i Okayama, Okayama prefektur, Japan, är en japansk-amerikansk filmproducent, skådespelare och kampsportsutövare.

## Filmografi i urval
| År   | Titel                        | Roll          | Andra noteringar      |
| 2007 | Good Soil                    | Jinbei Masuda |                       |
| 2006 | Wendy Wu: Homecoming Warrior | Shen          |                       |
| 2005 | Constellation                | Yoshito       |                       |
| 2004 | Jake 2.0                     | Shinji Makito | (bara i två episoder) |
| 2003 | Den siste samurajen          | Nobutada      |                       |
| 2002 | Ninja Pays Half My Rent      | Black Ninja   |                       |
| 2001 | Power Rangers                | Force Agent   |                       |